# Bộ Da dày
Bộ Da dày (Pachydermata) là một bộ động vật có vú được Georges Cuvier đề ra, đã từng được nhiều nhà phân loại học công nhận. Bộ Pachydermata hiện nay không còn được sử dụng nữa nhưng nó là quan trọng để biết lịch sử phân loại học động vật. Mặc dù nó thường được miêu tả như là sự gộp nhóm nhân tạo của các động vật có vú không có quan hệ họ hàng gì, nhưng nó đã được các nhà động vật học như Charles Darwin công nhận như là một nhóm phân loại trong động vật móng guốc đối với phần còn lại của siêu bộ Ungulata và các đặc trưng giải phẫu học cũng hỗ trợ cho sự tương đối giống nhau của các động vật trong bộ "Pachydermata" khi so sánh với các động vật móng guốc khác.
Bộ Pachydermata của Cuvier bao gồm các loài động vật có vú mà hiện nay được đặt trong các bộ Perissodactyla, Hyracoidea, Proboscidea cũng như phân bộ Suina trong bộ Artiodactyla. Vì thế bộ "Pachydermata" ngày nay (nếu còn dùng) phải chứa cả ngựa và các họ hàng của nó như heo vòi, tê giác, voi, hà mã, lợn cỏ pêcari và lợn.

## Hình ảnh

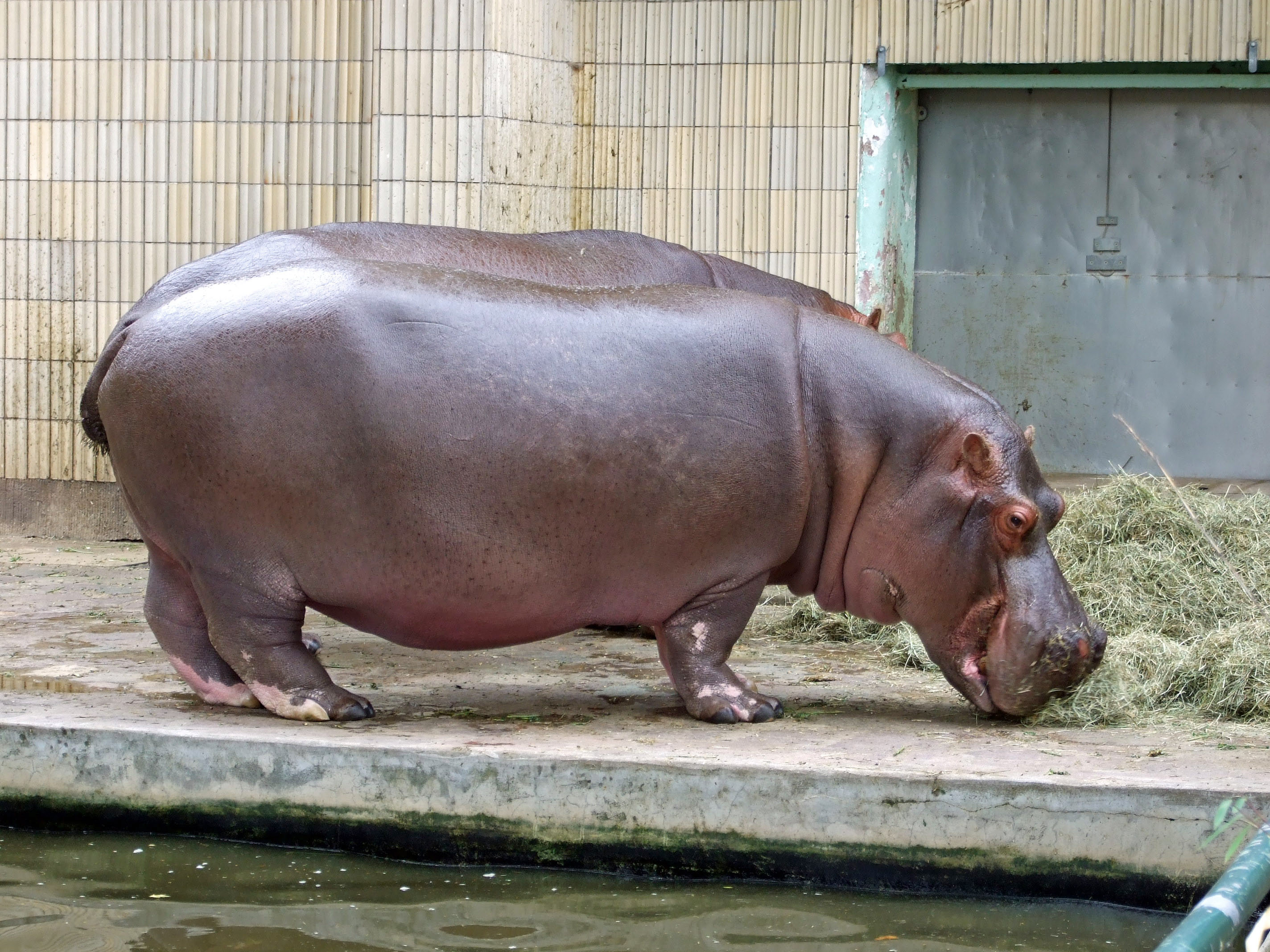
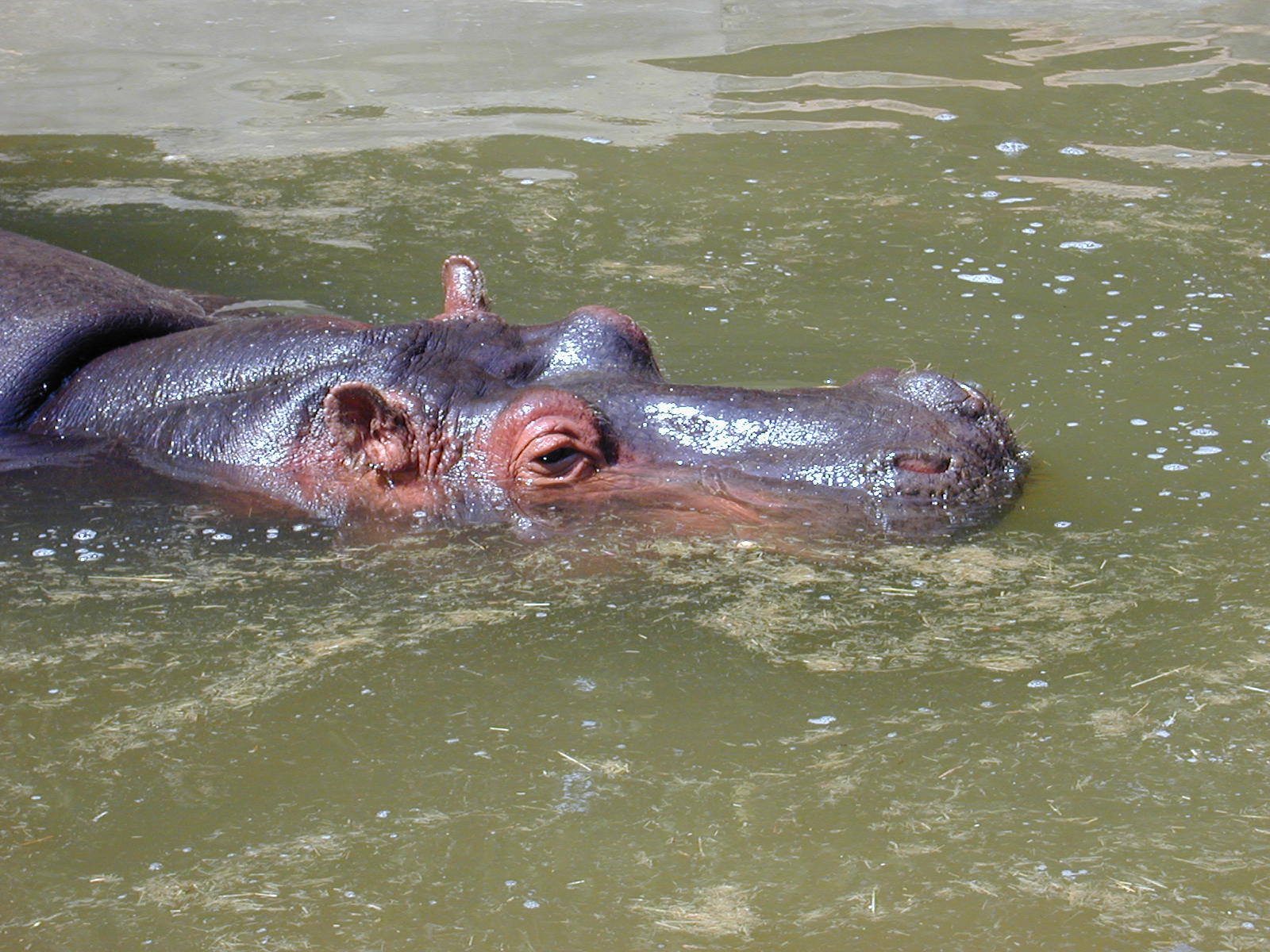
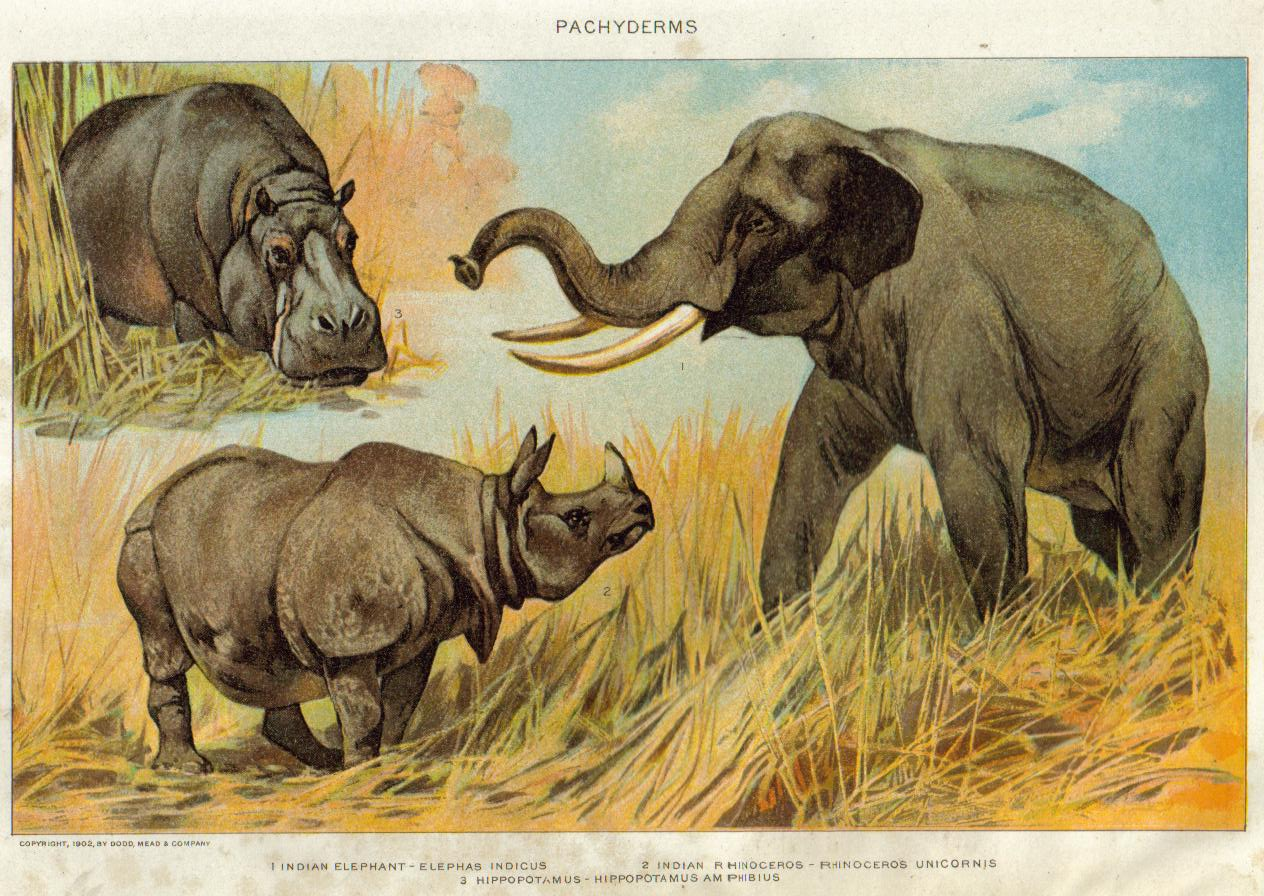